# Глюв
Глюв (пол. Glów) — село в Польщі, у гміні Радлув Тарновського повіту Малопольського воєводства.
Населення — 218 осіб (2011).
У 1975-1998 роках село належало до Тарновського воєводства.

## Демографія
Демографічна структура станом на 31 березня 2011 року:
|          | Загалом | Допрацездатний вік | Працездатний вік | Постпрацездатний вік |
| -------- | ------- | ------------------ | ---------------- | -------------------- |
| Чоловіки | 111     | 28                 | 72               | 11                   |
| Жінки    | 107     | 16                 | 69               | 22                   |
| Разом    | 218     | 44                 | 141              | 33                   |